# CNRS Biologie
Institut national des sciences biologiques
 (août 2024).
CNRS Biologie, anciennement l'Institut national des sciences biologiques (INSB), est un institut du Centre national de la recherche scientifique (CNRS, lui-même un organisme de recherche sous la tutelle du Ministère de l'éducation nationale et du Ministère de l'Enseignement Supérieur et de la Recherche français). Cet institut effectue un travail de recherche dans le domaine biologique et vise à décrypter la complexité du vivant. Cet institut possède des interactions multiples avec les neuf autres instituts du CNRS (INC, INSU, INSIS, INS2I, INSMI, INSHS, IN2P3, INP, INEE) du fait de son intégration dans la multidisciplinarité.

## Direction
Depuis sa création en 2009, l'INSB est dirigé successivement par:
- Patrick Netter (2009-2013)[2]
- Catherine Jessus (2013-2018)[3]
- André Le Bivic (depuis 2019)[4]

## Description
Son objectif est de comprendre le vivant, en incitant à la prise de risque dans les projets sous l'argument que "les découvertes ne sont ni programmables, ni prévisibles".
L'INSB dispose de 27 sites répartis sur 13 grandes villes.
En février 2017, l'INSB comptait plus de 6 300 chercheurs et enseignants-chercheurs, 5 300 ingénieurs et techniciens et 3 800 doctorants et post-doctorants à travers la France.

## Financement
Les sources du financement de cet institut proviennent pour 2,5 millions d'euros (2015) de subventions d'État.

## Prix et distinctions

### 2012
- Graça Raposo, prix Descartes-Huygens 2012 pour ses travaux sur les exosomes et les mélanosomes.
- Gilles Gosselin, Prix de l'inventeur européen 2012 dans la catégorie Recherche pour la mise au point d'un médicament contre le virus de l'hépatite B.
- Jules Hoffmann, Médaille d'or 2011 du CNRS et Prix Nobel de physiologie ou médecine 2011, est élu le 1er mars 2012 à l'Académie française.
- Hugues de Thé, Prix de la coopération internationale scientifique et technologique de la République Populaire de Chine remis le 14 février 2012 à Pékin[6]

### 2013
- Jean-Philippe Girard, prix de cancérologie Gallet et Breton de l’Académie nationale de médecine pour ses travaux sur les vaisseaux sanguins HEV qui combattent le cancer.
- Claude Sardet, Prix Raymond Rosen de la Fondation pour la recherche médicale, pour l'ensemble de sa carrière et ses contributions remarquables dans ce domaine.
- L'Institut de la Vision (UMR7210) et l'Unité de neurosciences, information et complexité (UNIC-UPR3293) ont été récompensés lors de la 10ème édition des Prix de la Recherche.
- Luc Buée, prix de la Fondation Claude Pompidou dans le cadre de la lutte contre la maladie d’Alzheimer[7].

### 2015
- Thomas Lecuit, Prix Liliane Bettencourt pour les sciences du vivant
- Christophe Grangeasse, Prix Coup d'élan pour la recherche française de la Fondation Bettencourt Schueller
- Daan Noordermeer, Prix Coup d'élan pour la recherche française de la Fondation Bettencourt Schueller
- Mohamed-Ali Hakimi, Prix Sanofi - Institut Pasteur 2015 Junior
- Michel Cogné, Prix Allianz / Institut de France
- Chantal Abergel, prix La Recherche pour ses travaux sur les virus géants.